# Gare de Campes
La gare de Campes est une gare ferroviaire française de la ligne de Carmaux à Vindrac, située sur le territoire de la commune de Saint-Marcel-Campes, dans le département du Tarn en région Occitanie.
C'est une halte voyageurs, mise en service en 1937 par la Compagnie des chemins de fer du Midi et du Canal latéral à la Garonne (Midi) et fermée moins de trois ans plus tard en 1939.

## Situation ferroviaire
Établie à  178 mètres d'altitude, la gare de Campes est située au point kilométrique (PK) 446,207 de la ligne de Carmaux à Vindrac, entre les gares de Salles (fermée) et de Cordes (fermée).

## Histoire
La halte de Campes est mise en service le 31 mai 1937 par la Compagnie des chemins de fer du Midi et du Canal latéral à la Garonne (Midi), lorsqu'elle ouvre à l'exploitation la ligne de Carmaux à Vindrac.

## Service ferroviaire
Halte fermée et désaffectée située sur une ligne déclassée.

## Patrimoine ferroviaire
L'ancienne halte dispose toujours de la maison de garde barrière avec une annexe qui servait pour les voyageurs.